# Сезон убийц
«Сезон убийц» (англ. Killing Season) — остросюжетный кинофильм 2013 года режиссёра Марка Стивена Джонсона с Джоном Траволтой и Робертом Де Ниро в главных ролях. В прокат в США вышел 29 июня 2013 года, в России — 5 декабря.

## Сюжет
В Белграде (Сербия) бывший солдат Скорпионов Эмиль Ковач (Траволта) получает от своего информатора данные об американце Бенджамине Форде (Де Ниро), бывшем оперативнике НАТО. После ухода со службы, чтобы забыть войну, Форд поселился в уединенной хижине где-то в Аппалачах. Теперь, будучи отшельником, на охоте он встречает Ковача, который выдал себя за туриста из Европы. Они дружат до тех пор, пока Ковач не раскрывает правду, кем он является на самом деле. 
Намереваясь отомстить, он начинает с Фордом кровопролитную игру в «кошки-мышки», однако получает достойное сопротивление и «жертва» с «охотником» периодически меняются ролями. Во время решающего поединка Форд берет верх над Ковачем. После понимания проблем друг друга они достигают перемирия. 
Ковач тайно возвращается в Сербию с намерением начать новую жизнь, а Форд навещает своего сына, общения с которым в силу семейных обстоятельств давно избегал.

## В ролях
| Актёр            | Роль           |
| ---------------- | -------------- |
| Джон Траволта    | Эмиль Ковач    |
| Роберт Де Ниро   | Бенджамин Форд |
| Майло Вентимилья | Крис Форд      |
| Элизабет Олин    | Сара Форд      |
| Диана Любенова   | Елена          |
| Калин Сарменов   | Сербиан        |

## Критика
«Killing Season» был выпущен в США 12 июля 2013 года одновременно на домашних экранах и в кинотеатрах. Бойд Ван Хой («The Hollywood Reporter») отметил, что фильм будет более успешен на телеэкранах. Фильм получил единодушно негативные отзывы от критиков, и, по состоянию на август 2013 года, имеет рейтинг в 11 % на сайте Rotten Tomatoes. Джо Ньюмэйер («New York Daily News») удостоил фильм одной из пяти звезд, попеняв на сербский акцент персонажа Траволты. Дэвид Девитт («The New York Times»), заявил, что «[фильм] не бездарный, но и не хороший. Как жанровый фильм, он слишком претенциозный, слишком банальный.»